# 克龙堡
克龙堡是德国巴伐利亚州的一个市镇。总面积20.26平方公里，总人口1772人，其中男性879人，女性893人（2011年12月31日），人口密度87人/平方公里。